# Kenneth Chaplin
Kenneth Chaplin (Kingston; 12 de julio de 1930-Parroquia de Saint Andrew; 30 de julio de 2019) fue un árbitro de fútbol y periodista jamaiquino.

## Trayectoria
En 1953 fue árbitro por primera vez, en 1959 de primera clase y de la FIFA en 1962. El partido del 23 de febrero de 1969 entre Guatemala y Haití, que terminó empatado a uno, fue su primer encuentro, correspondiente a la clasificación para la Copa Mundial de México 1970.
Luego arbitró en el Preolímpico de Concacaf de 1976 y las eliminatorias hacia el Mundial de Alemania Federal 1974 y Argentina 1978. Esta última fue su último torneo internacional.